# 可畏號航空母艦
可畏號航空母艦（英語：HMS Formidable）為英國皇家海軍在第二次世界大戰前下訂的光輝級航空母艦。1940年下旬完工後，可畏號曾短暫隸屬英國本土艦隊，後調派至地中海艦隊頂替嚴重受損的姊妹艦光輝號航空母艦。可畏號的艦載機在1941年馬塔潘角海戰中發揮了關鍵作用，並直至5月被德國俯衝轟炸機重傷為止，可畏號與其艦載機都在為盟軍船艦護航，或是攻擊軸心國部隊。
可畏號在1942年上旬調派至印度洋的東方艦隊，後於年中前往維希法國持有的馬達加斯加島掩護盟軍入侵迭戈-蘇亞雷斯，並防止印度洋中的日軍發動突襲。11月入侵法屬北非的火炬行動前，可畏號暫時返回英國本土進行整修。1943年，可畏號都在地中海活動，並於入侵西西里島和義大利本土期間為盟軍提供掩護，此後便開始進行長時間的改修工程。
作為本土艦隊一員的可畏號，在1944年年中對位於挪威的德國鐵必制號戰艦發動過幾次攻擊。1945年，可畏號調派至英國太平洋艦隊，先在沖繩戰役中提供支援，然後對日本本土的目標進行攻擊。日本投降後，可畏號先是協助運送盟軍戰俘和士兵返國，並在整個1946年裡載送英國士兵到世界各地。次年降為儲備艦後，可畏號於1953年作為廢鐵出售。

## 設計與背景

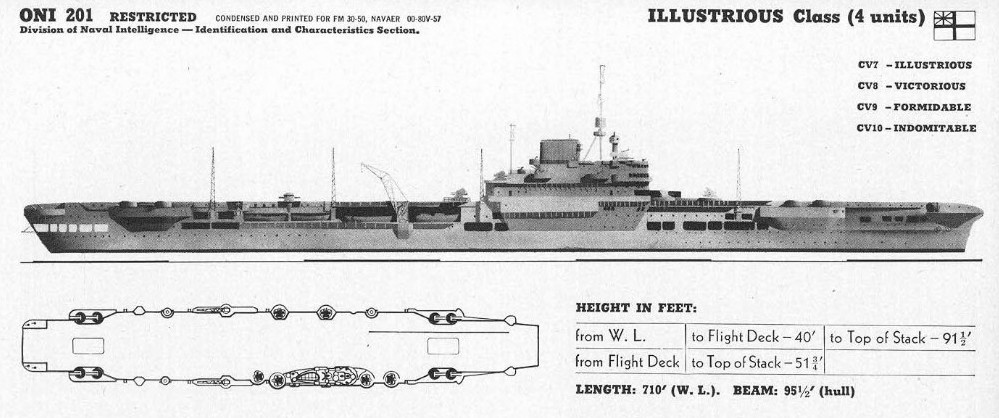
美國海軍情報局為光輝級航空母艦繪製的辨識圖

英國1936年海軍計畫（1936 Naval Programme）授權英國皇家海軍新造兩艘航空母艦。時任第三海軍大臣及海軍主計長的海軍上將雷金納德·亨德森爵士，決定不採用皇家方舟號航空母艦修改而來，且裝甲薄弱的設計。他認為航空母艦如果缺乏某種程度之上的預警系統，航空母艦沒辦法單純依靠艦載機來保護自己。特別是在北海或地中海這類封閉水域，航空母艦根本無法預防陸基飛機的攻擊。這代表航空母艦必須能夠在受損時保持運作，同時還要能夠保護脆弱的艦載機，為此只能將機庫完全以裝甲覆蓋住。不過全裝甲機庫重量極重，為保船隻的穩定性，機庫只能採用單層設計。因此光輝級航空母艦的生存能力比過往的無裝甲機庫航空母艦好，但作戰用的艦載機數量相對較少。
可畏號航空母艦全長740英尺（225.6）、水線長710英尺（216.4）、水線船寬95英尺9英寸（29.2）、滿載吃水深度28英尺10英寸（8.8），1940年完工時的標準排水量為23,000長噸（23,369公噸），船員數約為1,299人。可畏號採用3部帕森船用蒸汽渦輪發動機公司齒輪減速蒸汽渦輪發動機，每部發動機各自對應一個船軸，蒸汽則由6具海軍部三筒式鍋爐提供。根據設計，3部渦輪發動機總共可產生111,000 shp（83,000 kW）動力，最高速度可達30.5節（56.5每小時）。可畏號在海試時，最高時速達到30.6節（56.7每小時），最大輸出動力為112,018匹軸馬力（83,532千瓦特）。可畏號最大燃油酬載量為4,850長噸（4,930公噸），滿載油料並以時速10節（19每小時）航行時的最大航程為10,700海里（19,800）。
可畏號的裝甲飛行甲板長753英尺（229.5），最寬處95英尺（29），但頭尾兩端用來減少空氣亂流的設計，使得實際上可用的長度為670英尺（200）。可畏號的飛行甲板前端裝有一部液壓飛機彈射器，船隻中線裝有兩部45乘22英尺（13.7乘6.7）、無裝甲保護的飛機升降機。可畏號機庫長456英尺（139），最寬處62英尺（19），高度為16英尺（4.9），在折疊機翼末端後，能夠容納透過租借法案取得的F4U海盜式戰鬥機。可畏號原本的搭載數只有機庫內的36架，不過在戰時採用稱作的搭載方式後，可畏號的搭載數增加到54架，此外飛行甲板兩端的設計也恢復平整，使甲板的可用長度增加到740英尺（230）長，能夠永久的讓艦載機停放在甲板上。額外艦載機所需的組員、維護人員和設備，使得可畏號變得非常擁擠。可畏號上供艦載機使用的燃料為50,650英制加侖（230,300公升）汽油。

### 防護、武裝和電子設備
可畏號的主要武器有8座雙聯裝QF 4.5英寸（110 mm）高平兩用炮炮塔，安裝在船體兩側的舷側凸體。炮塔頂端略高於飛行甲板的表面，以防被飛行甲板限制，無法對甲板上方的高角度目標自由開火。 QF 4.5英吋炮的最大射程為20,760碼（18,980）。輕型防空武器則有6座八聯裝QF 2磅砰砰炮，艦島前後兩端各裝有2座，剩餘2座則裝於船體左舷凸體。2磅砰砰炮的最大射程為6,800碼（6,200）。
在1941年晚期進行維修時，可畏號加裝了10座單裝厄利孔20毫米機炮，以補強輕型防空火力，機炮的最大射程為4,800碼（4,400）。根據最後一次改裝紀錄，可畏號在1944年3月將一個砰砰炮的八聯裝炮座更換為一個四聯裝炮座，並裝有20座雙聯裝與14座單裝20毫米機炮。在開始對陣日軍前，由於20毫米機炮無法在神風攻擊機擊中前將其擊落，一部分因此被替換成40毫米波佛斯炮。波佛斯炮的最大射程為10,750碼（9,830）。二戰結束時，除了原本就有的6座八聯裝砰砰炮，可畏號上還裝有5座電力操控40毫米炮單裝炮座、7座「研究員」（Boffin）40毫米炮單裝炮座、11座20毫米炮雙聯裝炮座，以及12座20毫米炮單裝炮座。
可畏號完工時裝有一部79式預警雷達。可畏號在戰時增設雷達的詳細資料難以取得，但是在戰爭結束時，可畏號的艦橋上可能裝有一部277式水面搜索暨測高雷達，前桅上則可能裝有293式目標指示雷達。依照姊妹艦勝利號航空母艦的改裝紀錄，可畏號可能也加裝了279式和281B式預警雷達。可畏號的射控指揮儀則裝有282式和285式火控雷達。
光輝級航空母艦的飛行甲板裝有3英寸（76）的裝甲，機庫內部四周以及頭尾兩側則為4.5英寸（114）厚。機庫甲板厚2.5英寸（64），並與船同寬延伸到4.5英吋水線裝甲帶的頂端。水線裝甲帶的兩端為船頭、船尾兩處的2.5英吋橫向艙壁。水下防禦系統為充滿水或空氣的多層隔間系統，其後則為1.5英寸（38）厚的防彈艙壁。

## 建造與服役歷史

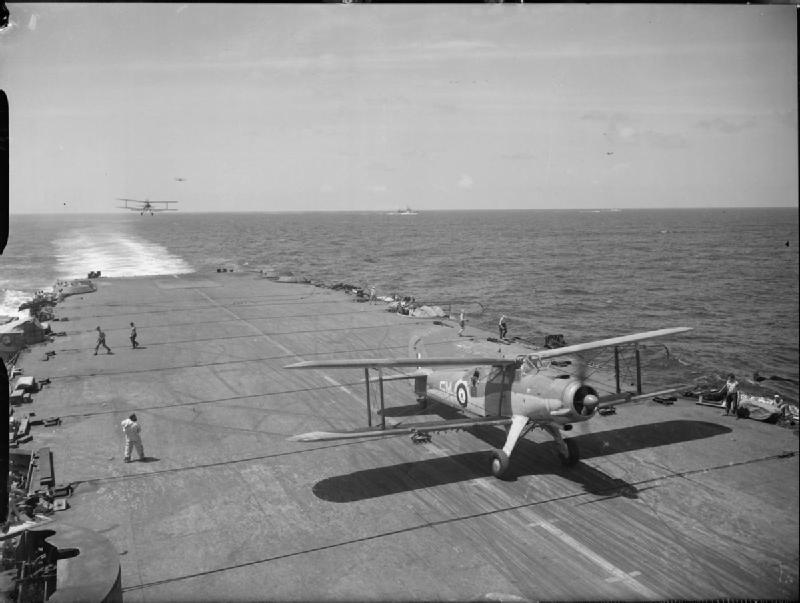
正在向前滑行的一架青花魚式，後方還有一架準備降落

可畏號航空母艦作為1937年海軍計畫的一部分，由哈蘭德與沃爾夫造船廠承接製造。1937年6月17日，可畏號於貝爾法斯特安置龍骨，船廠編號1007，後於1939年8月17日下水。在下水儀式即將開始時，支撐船隻的木製船架倒塌，導致工人還在船隻下方和周遭時，船隻就從船臺滑落。意外噴飛的碎片導致一名觀禮者死亡、二十人受傷，可畏號未有受損。可畏號也因此獲得「自己下水的船」的稱號。可畏號於1940年11月24日開始服役。
短暫的訓練期結束後，配備青花魚式魚雷轟炸機的826、829中隊，以及配備海燕式戰鬥機的803中隊派駐到了可畏號上，可畏號則在12月12日於斯卡帕灣加入本土艦隊。不久後，可畏號在多塞特郡號及諾福克號兩艘重巡洋艦的陪同下，於12月18日離開斯卡帕灣，啟航前往護航船團，並搜索不久前在北大西洋中攻擊HX 84船團的舍爾將軍號裝甲艦。可畏號等艦並未在途中發現執行通商破壞的船隻，並於1941年1月22日抵達南非開普敦。4日後，可畏號受命北返前往地中海艦隊，接替其受到德國俯衝轟炸機嚴重損傷的姊妹艦光輝號。北返期間，可畏號順道攻擊了義屬索馬利蘭和厄利垂亞的義大利軍隊。2月12日，可畏號以兩架青花魚魚雷轟炸機為代價，擊沉5,723 容積總噸（GRT）的蒙卡列里號汽船。

### 馬塔潘角海戰
幾周後，可畏號謹慎通過剛部過雷的蘇伊士運河，於3月10日抵達亞歷山大港。艦上的829中隊在這段期間接收了幾架劍魚式魚雷轟炸機以補充先前的損失。3月20日，可畏號護衛一支船團前往馬爾他島，並在返回亞力山大港時派出了五架飛機前往克里特島。3月27日早晨，義大利艦隊主力被發現正在前往埃及與希臘間的航線，可畏號與三艘戰艦、多艘巡洋艦及驅逐艦，在海軍上將安德魯·康寧漢指揮下，於當天下午起航攔截。儘管有806中隊3架海燕式戰鬥機的支援，可畏號的艦載機數仍僅有13架海燕式、10架青花魚式和4架劍魚式。一架青花魚式在次日早晨發現航行中的義大利艦隊，隨後6架裝載魚雷的青花魚式開始攻擊義大利維托里奧·維內托號戰艦。兩架德軍容克斯Ju 88轟炸機曾試圖干擾，但被護航的一對海燕式戰鬥機趕走。這次攻擊並未成功，負責下一波攻擊的3架青花魚式及2架劍魚式則已蓄勢待發。第二波攻擊在12點22分起飛後，兩架薩伏伊-馬凱帝SM.79雀鷹式轟炸機試圖以魚雷攻擊可畏號但皆未命中。14點50分左右，第二波攻擊中的一架青花魚式成功以魚雷命中維托里奧·維內托號。這枚魚雷導致維托里奧·維內托號的引擎組短暫失效並大量進水。負責第三波攻擊的6架青花魚式和2架劍魚式在17點半起飛，準備要給移動緩慢的維托里奧·維內托號最後一擊，但在昏暗的夕陽下，他們將波拉號重巡洋艦誤認成了維托里奧·維內托號。波拉號被可能來自815中隊兩架劍魚式之一的魚雷擊中。這兩架劍魚式起飛自克里特島馬列邁，並加入了第三波攻擊。維托里奧·維內托號後來因此機會回到了港口。一架青花魚式在戰鬥中被維托里奧·維內托號戰艦擊落，另有兩架青花魚式因在任務中燃料耗盡而迫降在水面。康寧漢決意在入夜後繼續追擊義大利艦隊。義大利在不知情的狀況下，派出一支由巡洋艦和驅逐艦組成的分艦隊，掉頭支援波拉號，其中包括札拉號的兩艘姊妹艦——札拉號及阜姆號，而維托里奧·維內托號等艦則繼續向塔蘭托航行。在黑暗中，英軍的三艘戰艦接近到3,500（3,800碼）的火炮直射距離開火，與可畏號一同奇襲沒有雷達設備的義大利巡洋艦。開火三分鐘後，札拉號與阜姆號便被摧毀。可畏號起先位於艦隊戰列的第三個位置，在她前面的是厭戰號與英勇號兩艘戰艦，後面則是巴罕號戰艦，並受命用艦上的4.5英吋炮向敵開火，不過英軍立即意識到可畏號在這麼近的距離接敵太過脆弱，便立刻改命其向右駛離戰列。可畏號的4.5英吋炮至少進行了一次齊射，造就了二戰中少數航空母艦以主要武器攻擊敵方軍艦的例子。
4月18日，地中海艦隊對軸心國在的黎波里的補給港進行轟炸，且遭遇兩架來自希臘羅得島並攜帶魚雷的SM.79轟炸機攻擊。兩架海燕式成功攔截並重傷其中一架SM.79轟炸機，使其緊急迫降於基地，但也同樣導致其中一架海燕式迫降於可畏號上。次日，806中隊的海燕式擊落了一架從昔蘭尼加飛往西西里島的CANT Z.1007轟炸機，以及兩架搭載燃料前往北非的Ju 52運輸機。4月21日早晨，可畏號的艦載機在港口上施放照明彈，讓友軍的三艘戰艦和一艘輕型巡洋艦能夠對港口進行轟擊。回港的航途中，兩架海燕式又擊落了一架Do 24飛行艇。

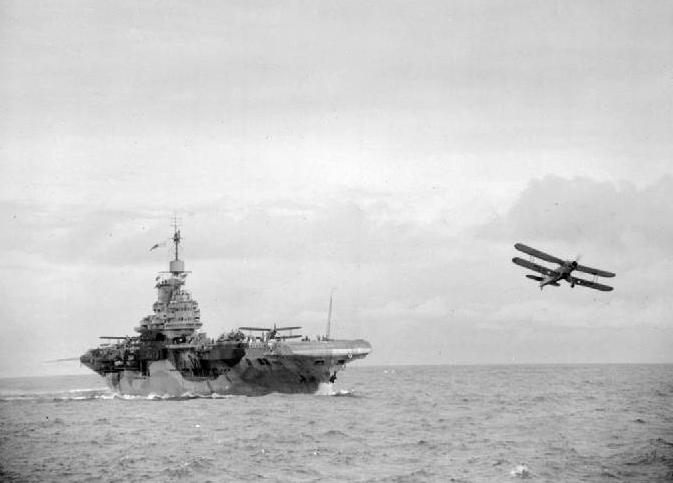
剛從可畏號上起飛的一架青花魚，其後尚有兩架等待起飛，攝於1942年

在撤離希臘期間，可畏號於4月29日為GA-15船團提供空中掩護。5月2日，可畏號抵達亞歷山大港前一天，一架803中隊的海燕號迫降於海面上。5月6日，可畏號出港為老虎行動的船團提供空中護航。5月8日早晨，兩架海燕式擊墜兩架找尋艦隊位置的Z.1007轟炸機，其中一架海燕式未能歸航至可畏號。當天下午，可畏號的艦載戰鬥機擊墜四架德軍He 111轟炸機，自身損失僅有一架海燕式迫降於艦上，當天另有兩架青花魚式和一架海燕式因非戰鬥因素墜機。次日，806中隊的兩架海燕式重傷一架德軍Ju 88偵查轟炸機，使該機迫降於德軍西西里島的基地。5月11日，可畏號和老虎行動的船團接近亞歷山大港時，兩架海燕式向一隊Ju 88轟炸機發動攻擊，一架海燕式和Ju 88同時墜海，此外還有一架Ju 88受損。經過多次行動後，可畏號搭載的海燕式已難以繼續使用，因此在維修期間，可畏號皆未能進行空中護航任務。
英國地中海艦隊在5月26日啟航，並於隔天破曉時分對卡尔帕索斯岛的基地發動攻擊。可畏號在這次攻擊中可用的艦載機為12架海燕式和15架青花魚式或劍魚式。六架青花魚式跟四架海燕式對敵方空軍基地發動攻擊，分別擊落一架、擊傷兩架Ju 88轟炸機，擊傷一架義大利SM.81轟炸機和六架CR.42戰鬥機。上午晚些時候，艦隊開始向埃及返航，途中海燕式分別擊落了一架He 111跟兩架Ju 88轟炸機，同時也導致兩架海燕式分別迫降在可畏號甲板和海面上。艦隊在13點10分發現一支Ju 87俯衝轟炸機編隊，該編隊隸屬駐紮於昔蘭尼加的德軍第1俯衝轟炸機聯隊第2大隊，當時正在搜索前往托布魯克的運輸船，並未參與克里特島戰役。可畏號被Ju 87轟炸機投下的兩顆1,000（2,200磅）炸彈擊中，導致可畏號艦上12人陣亡、10人受傷，負責護衛可畏號的努比亞人號驅逐艦則是船首被炸飛。其中一枚炸彈貫穿可畏號右舷前端的飛行甲板，並在接觸海面前爆炸，把可畏號右側船體炸出許多孔洞。一枚落於可畏號右舷的近失彈，在水下把可畏號炸出一個大洞。一架Ju 87轟炸機在投彈後被正在進行威力偵巡的兩架海燕式戰鬥機擊落，這兩架海燕式後來成功返回可畏號，此後到18點以後飛機才能再從可畏號上起飛。
可畏號在28日抵達亞歷山大港後，撤下了其搭載的航空隊。經過緊急維修後，配備青花魚式轟炸機的829中隊登上可畏號，並在可畏號7月24日出發前往美國諾福克海軍造船廠大修的航程中，負責進行反潛巡航任務。可畏號於8月24日抵達目的地，並於12月初結束維修。為期數天的海試結束後，可畏號與光輝號航空母艦在12月12日啟航返回英國。12月15日至16日晚上，光輝號撞上可畏號的艦尾，所幸兩艘船都未嚴重受損。1941年12月21日至隔年2月3日，可畏號於英國貝爾法斯特接受維修，裝備青花魚的818、820中隊，以及裝備岩燕戰鬥機的888中隊則在此期間派駐至可畏號。

### 印度洋空襲
可畏號於2月17日出發加入位於印度洋的東方艦隊，同時在途中護衛前往獅子山自由城的船團，並帶海軍上將詹姆斯·薩默維爾赴任東方艦隊總司令。3月24日，可畏號抵達錫蘭可倫坡當天，薩默維爾便把厭戰號戰艦選為自己的旗艦。兩天後，日本第一航空艦隊自荷屬東印度群島西里伯（今蘇拉威西島）啟航，準備對英軍在印度洋的部隊發動攻擊。28日，薩默維爾收到日軍計畫攻擊錫蘭的消息，下令艦隊於30日集結在錫蘭東南方。英軍預想的攻擊並未發生，可畏號、可畏號的姊妹艦不撓號，以及厭戰號戰艦所屬的A艦隊（Force A）在4月3日受命前往阿杜環礁加油。但是艦隊在4月4日抵達環礁的三個半小時後，英國皇家空軍所屬的一架PBY卡特琳娜水上飛機卻發現了日軍艦隊。由於A艦隊已經無法在錫蘭進入日軍攻擊範圍前將之攔截，而薩默維爾希望能利用夜色攻擊日本艦隊，同時又不會在白天被日軍發現，A艦隊在抵達環礁後十一小時再度出發，照著薩默維爾設定的航線航行。可倫坡遇襲後，不撓號的一架青花魚式在4月5日日落前發現部分日軍航空母艦，但後續搜索時日軍艦隊已不知所蹤。直到4月8日英軍才又發現日軍艦隊，此時日軍離計畫目標亭可馬里還有一天航程，A艦隊仍舊因為距離太遠而無法攔截。4月9日，A艦隊在阿杜環礁加油後，受命前往孟買防止日軍襲擊印度西海岸。
薩默維爾始終擔心日軍會對錫蘭再次發動攻擊，因此他在4月24日下令A艦隊前往肯亞蒙巴薩的基林迪尼港。A艦隊在航途中，順道協助維希法國馬達加斯加島地牙哥蘇亞雷斯的盟軍攻擊部隊抵禦日本海軍的攻擊。可畏號於5月10日抵達基林迪尼後便一直待在當地，直到5月29日再度出發前往可倫坡。此後，可畏號與東方艦隊便持續往返於可倫坡跟基林迪尼。期間還與光輝號參與了對安達曼群島發起的佯攻——戳刺行動。被丹尼斯·博伊德海軍少將選為旗艦後六天，可畏號在8月24日啟航返回英國本土進行整修。可畏號於9月21日抵達羅塞斯，並在10月18日整修結束當日，隨即啟航前往斯卡帕灣。888中隊和893中隊的24架岩雀戰鬥機、820中隊的12架青花魚式，以及885中隊的6架海火式戰鬥機在斯卡帕灣登上可畏號，準備參與法屬北非的入侵行動。

### 火炬行動

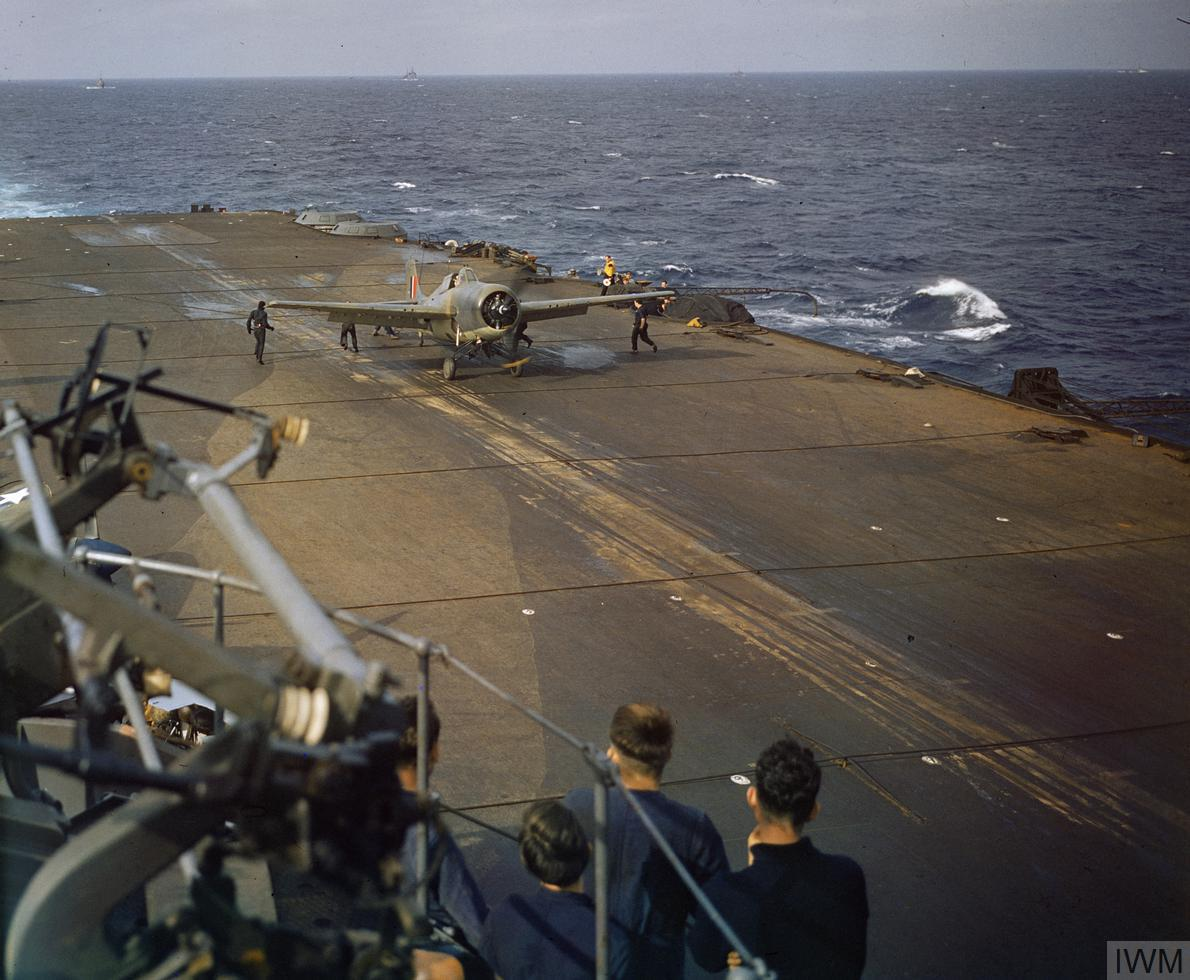
1942年11月，可畏號上的一架岩雀戰鬥機

火炬行動期間，可畏號被分配到H艦隊（Force H），於1942年10月30日出發前往西地中海為盟軍的登陸行動提供掩護，以防義大利和法國境內的軸心國部隊干擾。11月6日，兩架Ju 88轟炸機被可畏號的岩雀戰鬥機擊落。11月8日，可畏號的青花魚式設下煙幕，以支援登陸阿爾及利亞的盟軍部隊。11月17日，兩架青花魚式用魚雷擊沉了U-331號潛艇，當時U-331號已經向一架超級馬林海象式水陸兩用機投降，但在青花魚式擊沉U-331號時該架飛機並不在場。11月的剩餘時間裡，可畏號待在阿爾及利亞的海岸為盟軍部隊提供空中支援。11月28日，可畏號的海火式戰鬥機擊落一架Ju 88轟炸機。
可畏號在火炬行動後是地中海裡唯一的航空母艦，直到1943年6月中旬，盟軍為準備入侵西西里島（哈士奇行動）而將不撓號調至地中海為止。入侵期間，可畏號與不撓號在西西里島東方待命，負責攔截前來攻擊登陸部隊的義大利艦隊。拿下西西里島後，可畏號成為繼1941年1月光輝號以後，第一艘進入馬爾他格蘭德港的航空母艦。不撓號在9月9日盟軍登陸薩萊諾（雪崩行動）期間被魚雷擊中，光輝號因此加入可畏號所在的H艦隊，以接替不撓號。可畏號等艦的任務與入侵西西里島時一樣，負責防止義大利艦隊干擾登陸行動。雪崩行動的頭幾天，小型航空母艦上負責保護陸面部隊的艦載戰鬥機損失慘重，為了補充這些損失，2架海火式與15架岩雀戰鬥機從可畏號被調轉至獨角獸號航空母艦。

### 挪威

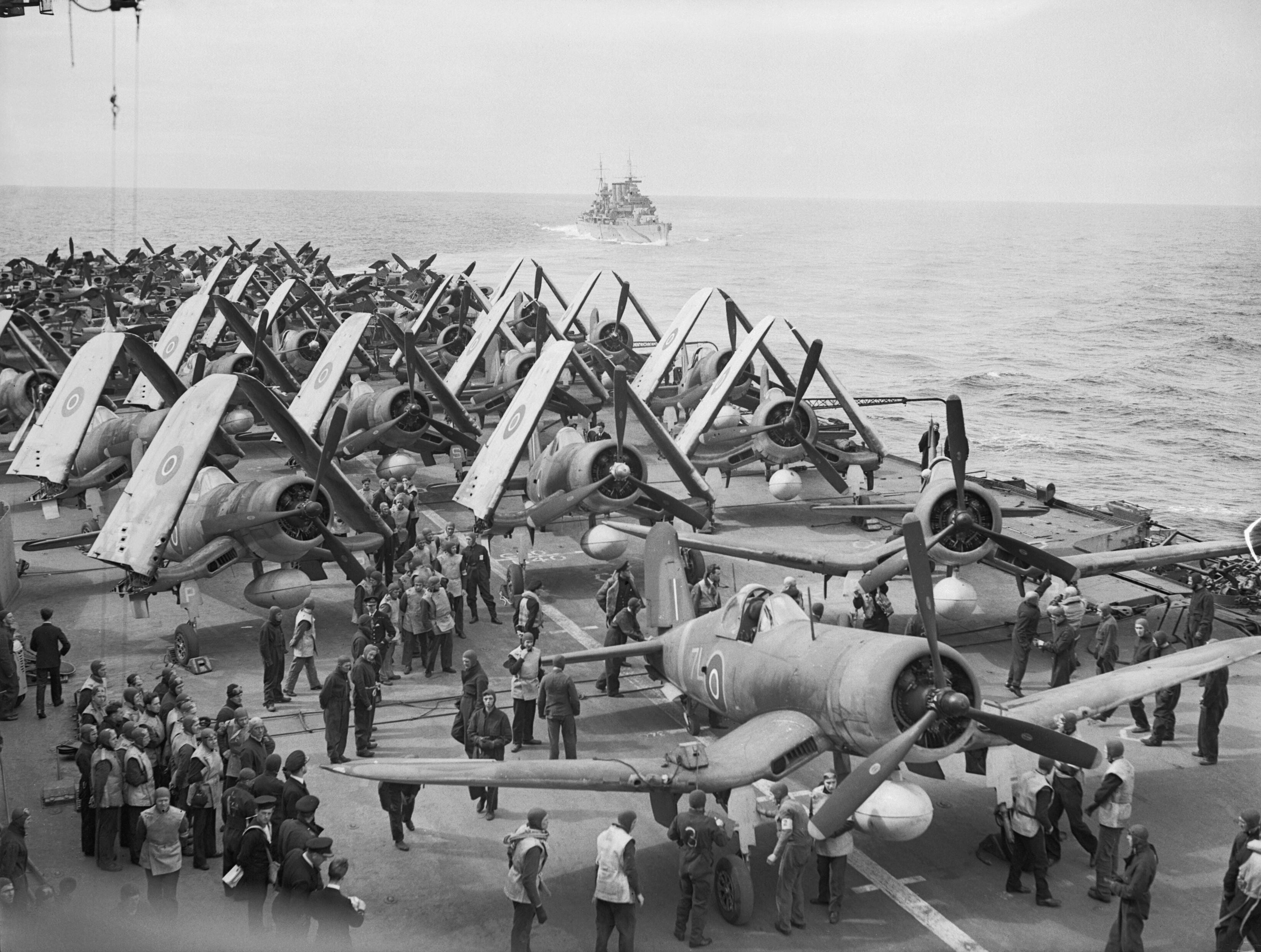
1944年7月，位於可畏號甲板上的海盜式戰鬥機跟梭魚式魚雷轟炸機

可畏號於1941年10月調至本土艦隊旗下，並在10月13日與英王喬治五世號戰列艦一起從直布羅陀啟航前往英國格里諾克。可畏號在六天後抵達斯卡帕灣，隨即與何奧號戰列艦、安森號戰艦及美國遊騎兵號航空母艦出發前往冰島，開始為期三周的巡邏任務。可畏號在11月13日前往貝爾法斯特進行長時間的改修，艦載機也在同一天飛離，後於19日抵達。改修工程在1942年6月初完工後，可畏號在6月剩下的時間裡進行整備。18架1841中隊的海盜式戰鬥機，和24架827、830中隊的梭魚式魚雷轟炸機於6月29日登上可畏號，可畏號則前往斯卡帕灣與暴怒號及不倦號兩艘航空母艦進行演訓，準備在7月17日襲擊位於挪威科菲尤爾的德軍鐵必制號戰列艦（吉祥物行動）。可畏號的海盜式戰鬥機在行動中負責護衛其他航空母艦的攻擊機，其中一架被德軍防空炮所擊落。梭魚式由於煙幕阻擋，無法發現目標而未擊中鐵必制號。可畏號返抵斯卡帕灣後，827中隊和830中隊即被替換成同樣使用梭魚式魚雷轟炸機的826中隊和828中隊。
為了再次攻擊鐵必制號（古德伍德行動），1842中隊的十餘架海盜式戰鬥機，以及第六海軍戰鬥機大隊（No. 6 Naval Fighter Wing）的兩支海盜式戰鬥機中隊，先後於8月7號跟14號抵達可畏號。第一波攻擊於8月22日早晨發動，可畏號共派出24架海盜式戰鬥機和12架梭魚式魚雷轟炸機，攻擊德國戰艦及其附近的其他目標。鐵必制號再次在煙幕保護下絲毫未損，而可畏號派出的飛機也盡數返回。原本下午排定的第二波攻擊，因雲層高度過低而取消。直到8月24日天氣轉好後，第二次攻擊才正式發動。此次攻擊中，可畏號派出23架海盜式跟16架梭魚式，其中3架戰鬥機在目標上空被擊落。鐵必制號被兩枚炸彈擊中，僅受到輕微損傷。最後一次攻擊在5天後發動，同樣無功而返。
可畏號在9月2日抵達斯卡帕灣後，兩個梭魚式魚雷轟炸機中隊調離該艦。隨後可畏號啟程前往直布羅陀，在9月21日抵達後即開始進行改修，並增強了可畏號的防空火力，以應付接下來在太平洋的任務。第六海軍戰鬥機大隊的海盜式戰鬥機和848中隊的18架TBF復仇者式轟炸機，於1945年1月1日抵達可畏號。可畏號花費兩周進行整備後，於1月14日離開直布羅陀，前往與英國太平洋艦隊會合。3月10日，可畏號抵達英國太平洋艦隊主基地雪梨，途中曾在多地停靠補充燃料、補給品和彈藥。3月20日，英國太平洋艦隊司令布魯斯·弗雷澤爵士海軍上將，校閱了可畏號和可畏號的船員。

### 太平洋

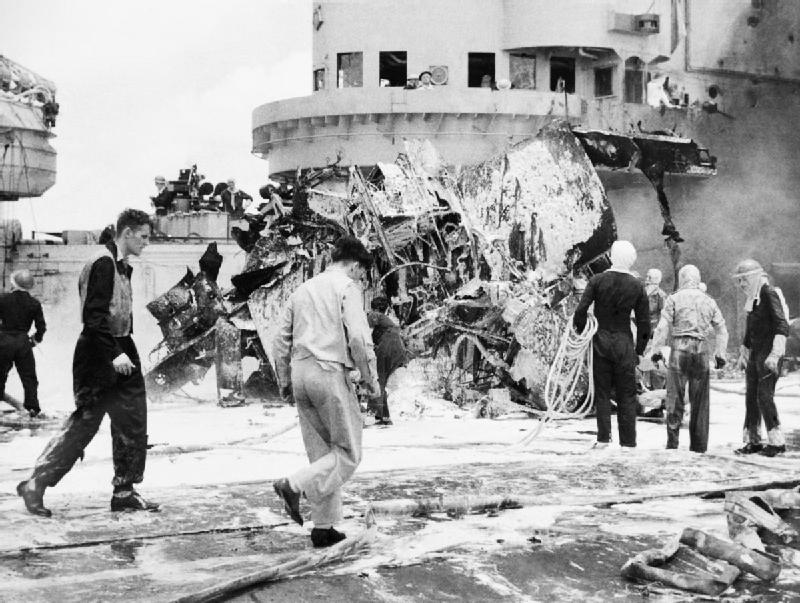
1945年5月4日沖繩外海，神風攻擊命中船艦後的飛機殘骸

此刻可畏號的艦載機為36架海盜式戰鬥機及18架復仇者式轟炸機。可畏號於4月4日抵達菲律賓聖佩德羅灣，等待英國太平洋艦隊歸來，該艦隊正前往癱瘓沖繩島與福爾摩沙之間，先島群島上的日軍機場，為接下來的沖繩登陸行動做準備。六天後，可畏號受命前往與正在執行任務的英國太平洋艦隊第1航母分艦隊會合，替代機械設備狀態不佳的光輝號航空母艦。可畏號於4月14日抵達，攻擊行動在兩天後重啟，而其艦載機亦參與其中。1842中隊的隊長在攻擊首日掃射野薔薇（Nobara）機場時陣亡。在補充油料並持續攻擊兩天後，英國太平洋艦隊於4月20日返回聖佩德羅灣進行補給，為後續行動做準備。
5月4日，艦隊回到沖繩外海並繼續攻擊先島群島上的機場。艦隊第二大的指揮官巴納德·羅林斯海軍中將及其參謀認為，以戰艦和巡洋艦的重炮轟擊摧毀日軍炮陣，比空中攻擊要有效。因此他們將英王喬治五世號戰艦、何奧號戰艦及五艘巡洋艦抽離，於早晨轟擊日軍野薔薇機場以及平良（Hirara）機場，並派遣戰鬥機在船艦上空進行戰鬥空中巡邏和彈著觀測。失去擁有高效防空船艦的後果比預想嚴重，日本人更趁此機會佔得優勢。可畏號才剛派出兩架海盜式進行炮擊觀測，並將停放於甲板上的復仇者式向前移動，好讓飛機能夠降落，一架未被發現的零式戰鬥機突然在11點31分發動襲擊。該架零式戰鬥機先趁可畏號的防空炮來不及開火，對著飛行甲板一陣掃射，隨後急轉彎向飛行甲板前端俯衝，而可畏號則是向右急轉迴避。該架零式在撞擊甲板前投下炸彈，隨後被炸彈炸毀，殘骸則撞上了可畏號。

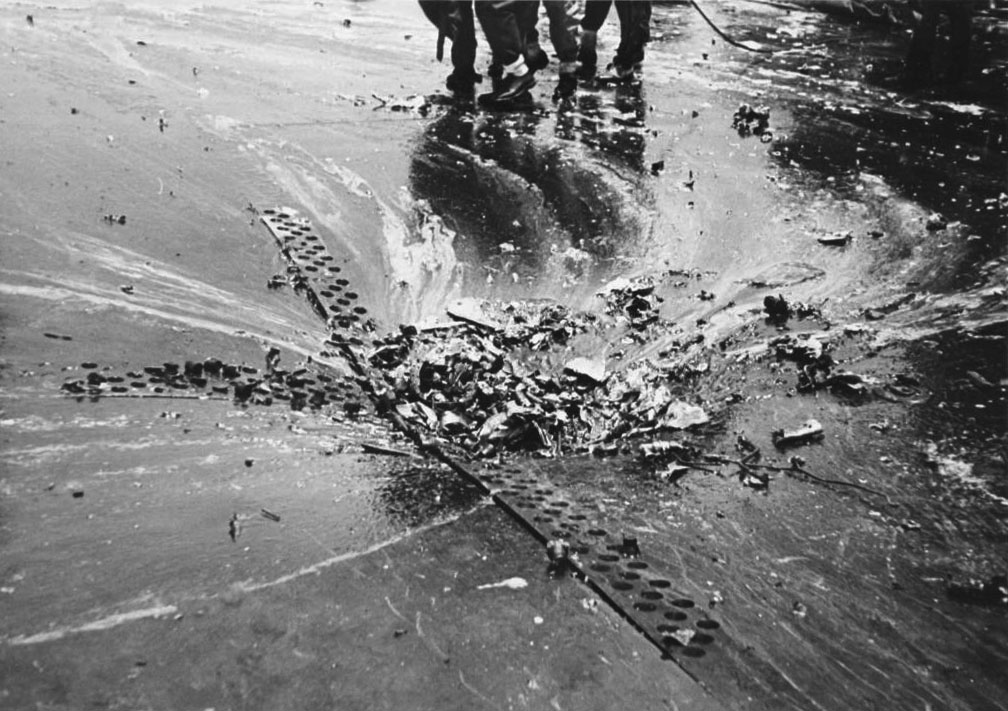
可畏號飛行甲板上的坑洞

炸彈引爆處正好在可畏號飛行甲板上三片裝甲板的交界處，在裝甲板和飛行甲板上產生一個24英尺（7.3）乘20英尺（6.1）、深2英尺（0.61）、面積2平方英尺（0.19平方）的凹痕，凹痕中間有一個坑洞，底部還不斷在剝離。這次攻擊導致可畏號上2名軍官、6名水手陣亡，55名人員負傷。飛行甲板的裝甲碎片擊穿機庫甲板裝甲，穿過中央鍋爐的排煙道、中央鍋爐室、油槽，最後在船底內層停下。碎片切斷了中央鍋爐室的蒸氣管線，蒸氣外洩導致可畏號的航速降至14節（26每小時；16英里每小時）。飛行甲板上離爆炸最近的一架復仇者式翻覆，此外還有一架起火。彈片如雨般噴向艦島，造成大量人員傷亡，同時還切斷了包括許多雷達使用的大量電纜。11點55分，飛行甲板和機庫的火災熄滅，7架復仇者式和1架海盜式由於已無法修復，被船員推至船側拋入海中。17點，飛行甲板上的坑洞已被木頭和水泥填補，並在表面使用金屬薄板點焊覆蓋，飛機得以繼續起降，航速也回復到24節（44每小時；28英里每小時）。可畏號遭受攻擊時，可畏號還有13架海盜式在空中，只能暫時交由其他航空母艦運用。次日凌晨2點整，鍋爐室和內部的蒸氣管道維修完成，中央鍋爐室重新接上船隻引擎。

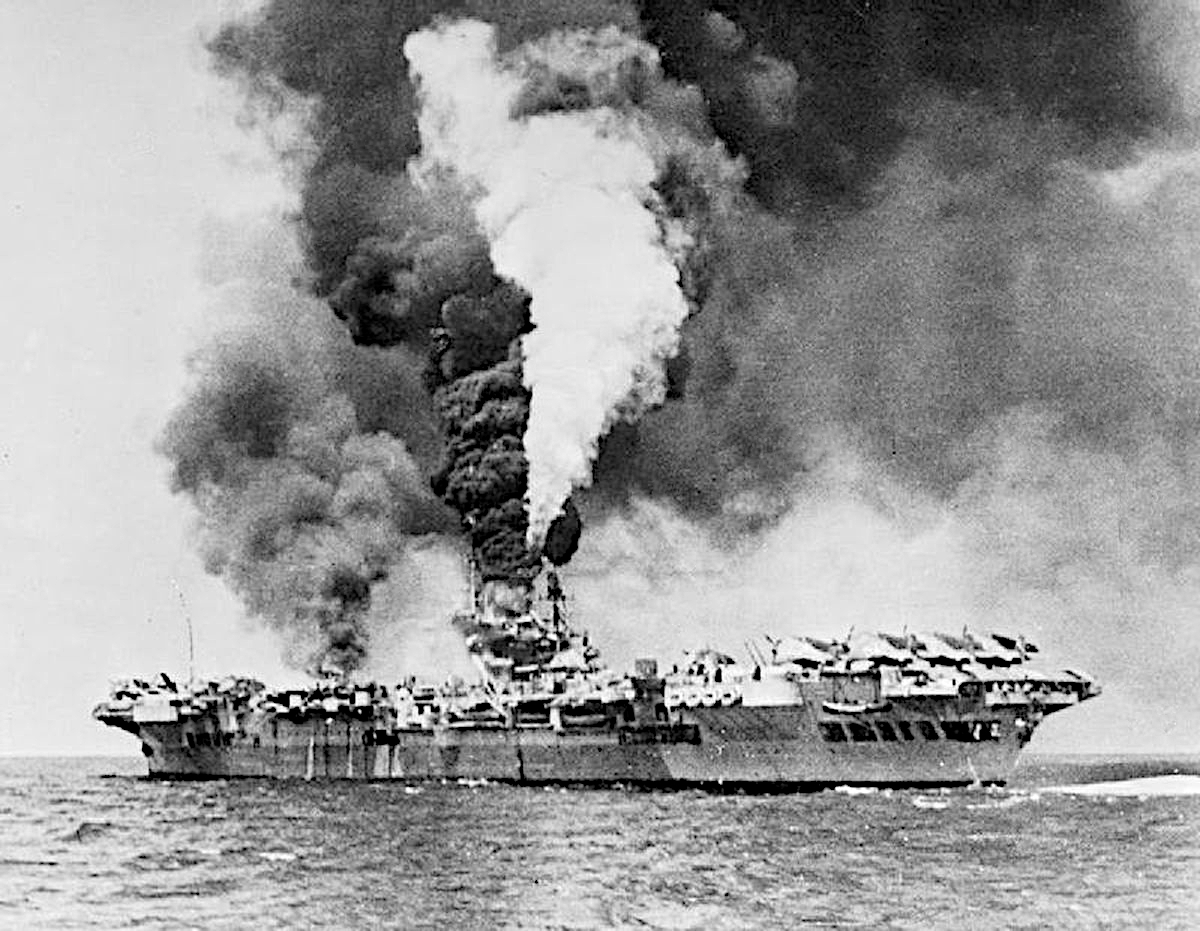
5月4日，被神風攻擊命中後起火的可畏號

5月5日的炮擊顯著削減了日軍的空戰能力，而幾架屬於可畏號、但暫由勝利號使用的海盜式，在30,000英尺（9,100）高空擊落一架日軍偵察機。艦隊在下午時分撤退補充油料，然後在5月8日回到作戰位置，但當天的空襲任務因大雨取消。次日17點05分，一架神風攻擊機從低空穿透戰鬥空中巡邏機的防線，撞上可畏號的甲板和停放於該處的艦載機。撞擊對可畏號本身並無大礙，但隨後產生的爆炸跟大火摧毀了18架艦載機，還導致喬治·欣金斯海軍上士1人陣亡和4人受傷。雖然可畏號在50分鐘後恢復起降，但僅剩4架復仇者式和11架海盜式可用。羅林斯當即決定撤退，以給勝利號和可畏號更多時間能夠維修和補充艦載機損失。為了應付日軍新的低空戰術，羅林斯修改了英國太平洋艦隊的編排，他讓戰艦和巡洋艦更貼近航空母艦，縮短航空母艦彼此的距離，並把負責執行雷達哨戒的巡洋艦，安排到日軍可能來襲的位置。
英國太平洋艦隊在5月12日回到作戰位置，至次日都未發現和偵測到日軍飛機。5月13日，一架可畏號的復仇者式在沒有襟翼的情況下，只用一支起落架成功降落在不撓號。英國太平洋艦隊兩天出擊，一、兩天補給的模式持續了幾天，期間只碰到些許日軍干擾。5月18日早晨，可畏號的軍械士正在飛機裝載彈藥，一架海盜式意外開火擊中並引燃一架復仇者式。高架消防灑水器隨即啟動，但驅動金屬防火幕的電動馬達在5月4日遇襲時受損，而且只能回到乾塢維修，導致火災近一個小時後才熄滅。21架海盜式和7架復仇者式在火災中全毀或受損。羅林斯決定讓可畏號提早離隊，讓其能有更多時間待在雪梨維修，而可畏號在5月22日受命離隊。

#### 日本外海
5月31日，可畏號在澳洲花園島船廠的庫克船長船塢（Captain Cook Dock）開始維修，鸚鵡島造船廠的工人也被調來協助維修。在5月4日遇襲時受損的三塊裝甲板，其中一塊因為澳洲沒有符合厚度的裝甲板，而改用兩塊1.5英寸（38）的高品質金屬板替代，其餘兩塊則正常修復。船上其餘機械設備、鍋爐和電力系統也受到維修。艦島因為新增一間司令幕僚艙和雷達工作間而增大。維修完成後，可畏號成為第1航空母艦分艦隊指揮官菲利浦·維安爵士海軍少將的旗艦。
可畏號、勝利號航空母艦和英王喬治五世號戰艦於6月28日出發，前往英國太平洋艦隊在阿德默勒爾蒂群島馬努斯島的前進基地。可畏號此時的艦載機為36架海盜式、12架復仇者式以及1844中隊的6架F6F地獄貓戰鬥機，其中兩台為攝影偵察機。第六海軍戰鬥機大隊則被編入第2航空母艦飛行聯隊。可畏號等艦於7月4日抵達馬努斯島，待燃料補充完畢後，隨即在抵達後兩天，出發與正在日本本土海域作戰的美國第三艦隊會合。英國太平洋艦隊在7月16日與美軍艦隊會合，並參加了次日早晨的作戰任務。可畏號在7月17日派出28架海盜式戰鬥機前往東京北部，部分飛機因天氣不佳未能發現目標。次日，可畏後又派出24架海盜式攻擊東京內的目標，此後到7月24、25日，飛行任務皆因天氣不佳而取消。與此同時，英國太平洋艦隊的艦載機襲擊了大阪和瀨戶內海附近的目標，重傷日軍護航航空母艦海鷹號。補給完成後，飛行任務重新在7月28日和30日繼續執行，期間於舞鶴市附近擊沉日軍沖繩號海防艦。廣島核爆、燃油需求和天氣問題等一連串因素，導致後續飛行任務於8月9日才繼續進行。
8月9日早晨，可畏號派出了12架海盜式戰鬥機進行第一波戰鬥掃蕩，然後在一個小時後派出數架復仇者式攻擊日軍松島機場。第二波戰鬥掃盪由1841中隊資深飛行員、加拿大皇家海軍志願後備隊上尉羅伯特·漢普頓·格雷指揮，他率領8架海盜式攻擊位於宮城縣女川町的軍艦。格雷發現兩艘日軍遠洋護衛艦後，便自己駕駛飛機發動攻擊。格雷的座機引擎被密集的防空炮火擊中而起火，但他仍舊以彈跳轟炸的方式投下一枚500磅（230）的炸彈，命中天草號海防艦。被擊中的天草號在五分鐘後沉沒，艦上157人陣亡。炸彈投下後，格雷座機隨即翻轉並撞上海面，格雷未能倖存。格雷死後獲得一枚維多利亞十字勳章。
同樣的攻擊在次日繼續進行，擊毀兩艘日軍軍艦、大量小型武裝商船、火車和停放在地面的飛機。英國太平洋艦隊計畫在8月10日後撤退，為入侵日本九州的奧林匹克行動做準備。包含可畏號在內的部隊於8月12日前往馬努斯島。幾天後，日本投降戰爭結束。

### 戰後

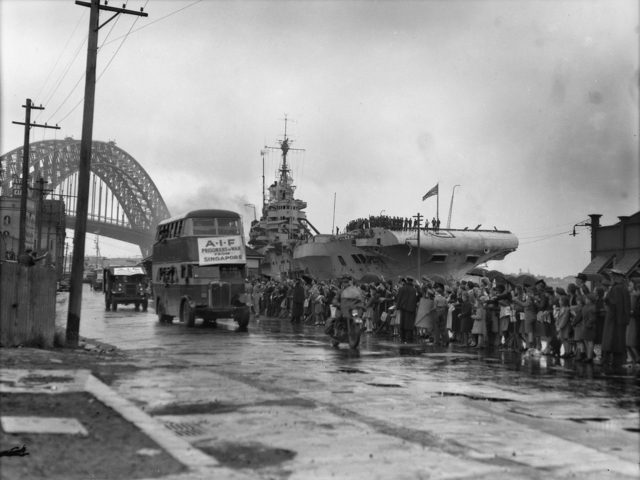
1945年10月，澳洲戰俘自可畏號下來準備搭乘巴士離開，一旁的戰俘親友揮手送行

可畏號在8月24日抵達雪梨，並開始改造機庫以容納盟軍戰俘歸國。為了能裝載更多乘客，可畏號的艦載機大隊被留在原地。可畏號在9月30日抵達馬尼拉，超過一千名澳洲戰俘在當地登上可畏號，後於10月4日抵達雪梨環形碼頭。可畏號在3日後啟程，先前往新不列顛島的卡拉維亞灣，讓1254名印度陸軍官兵登艦，然後停靠新加坡搭載印度戰俘，最後全數運送至印度孟買。可畏號將英屬印度陸軍的一個步兵營從孟買運往荷屬東印度巴達維亞維持治安，直到荷蘭殖民地部隊接手。可畏號在婆羅洲打拉根島讓澳洲陸軍第7師部分人員及裝備登艦，隨後前往摩羅泰島繼續運載澳洲人員，最後在12月6日回到雪梨。
海軍中將維安在12月27日對可畏號的船員發表演說後，可畏號隔天便載著800名海軍人員啟程返回英國。1946年2月5日，可畏號抵達英國樸資茅斯海軍基地。可畏號在樸資茅斯的船廠給機庫安裝更多永久性住艙設施，以容納更多乘客，然後在3月2日帶著480名人員前往雪梨。一個月後可畏號到達雪梨，並搭載了1336名海軍官兵，其中包括英國皇家女子海軍人員以及志願救護隊的護士。4月12日可畏號起航，於5月9日抵達英國德文港，途中曾停靠可倫坡補充油料，並讓576名海軍人員下船。下次航行任務，可畏號在6月15日從孟買出發，於7月25日抵達可倫坡。8月，114名軍官、958名水手和11名志願救護隊護士先在新加坡登上可畏號，亭可馬里又有319名水手登艦，最後在中途停靠馬爾他時，又有41名商船隊人員登艦。可畏號在1946年12月3日至次年2月3日，進行了最後一次運兵任務，將一千名英國皇家海軍陸戰隊士兵從樸資茅斯送至新加坡。

### 退役拆解
1947年3月上旬，可畏號往北航向羅塞斯短暫進行改修，後被降級為儲備艦。8月12日可畏號除役，而此後的一次調查發現，戰時所受的損傷加上設備狀態不佳，以當時資金緊缺的時空背景下，修復可畏號已無經濟價值。可畏號先在1949年年中被拖曳至斯皮特黑德，又於1952年11月被拖曳至樸資茅斯。1953年1月，可畏號被作為廢鐵出售，隨後拖曳至因弗基辛拆解。

## 可畏號的艦載機中隊

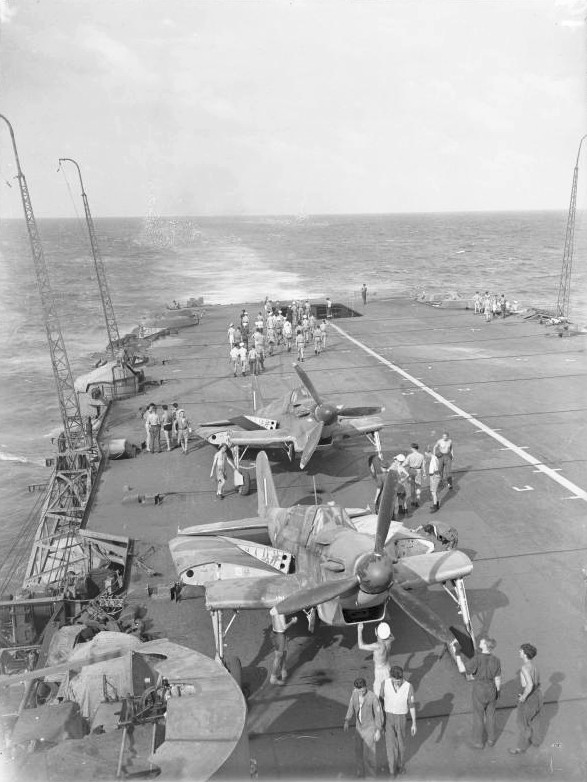
1942年5月，可畏號飛行甲板上的海燕式戰鬥轟炸機

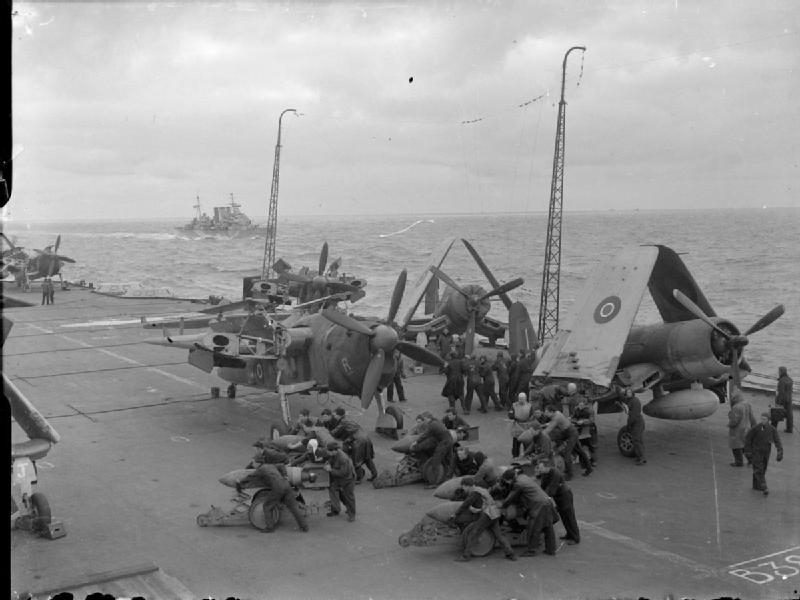
1944年8月古德伍德行動期間，已掛彈梭魚式魚雷轟炸機。背景中的是伯立克號重巡洋艦

| 中隊     | 裝備機型                                             | 在艦時間（起－迄）                                         | 附註及資料來源       |
| -------- | ---------------------------------------------------- | ---------------------------------------------------------- | -------------------- |
| 803中隊  | 海燕式戰鬥轟炸機                                     | 1940年11月27至－1941年5月12日 1942年4月25日－1942年8月24日 | 轉移至光輝號航空母艦 |
| 806中隊  | 海燕式戰鬥轟炸機                                     | 1942年3月4日－5月27日                                      | –                    |
| 810中隊  | 劍魚式魚雷轟炸機                                     | 1941年11月13日－21日                                       | –                    |
| 818中隊  | 青花魚式魚雷轟炸機                                   | 1942年2月4日－4月20日                                      | 解編                 |
| 820中隊  | 青花魚式魚雷轟炸機                                   | 1942年2月3日－1943年11月11日                               | 解編                 |
| 826中隊  | 青花魚式魚雷轟炸機 劍魚式魚雷轟炸機 梭魚式魚雷轟炸機 | 1940年11月26日－1941年5月27日 1944年8月15日－9月2日        | –                    |
| 827中隊  | 梭魚式魚雷轟炸機                                     | 1944年7月11日－19日                                        | 返回暴怒號航空母艦   |
| 828中隊  | 梭魚式魚雷轟炸機                                     | 1944年8月18日－9月2日                                      | 返回怨仇號航空母艦   |
| 829中隊  | 青花魚式魚雷轟炸機                                   | 1940年11月15日－1941年8月23日 1941年12月10日－21日         | –                    |
| 830中隊  | 梭魚式魚雷轟炸機                                     | 1944年7月9日－19日                                         | 返回暴怒號航空母艦   |
| 841中隊  | 梭魚式魚雷轟炸機                                     | 1944年8月8日－14日                                         | 轉移至怨仇號航空母艦 |
| 848中隊  | TBF復仇者式轟炸機                                    | 1944年9月16日－1945年8月24日                               | –                    |
| 853中隊  | F4F戰鬥機                                            | 1944年6月14日－24日                                        | –                    |
| 881中隊  | F4F戰鬥機                                            | 1943年11月10日－12日                                       | –                    |
| 885中隊  | 海火式戰鬥機 1、2型                                  | 1942年10月28日－1943年10月18日                             | –                    |
| 888中隊  | F4F戰鬥機                                            | 1942年8月24日－1943年11月13日                              | –                    |
| 893中隊  | F4F戰鬥機                                            | 1942年10月21日－1943年11月13日                             | 解編                 |
| 1840中隊 | F6F地獄貓戰鬥機                                      | 1944年7月31日－8月5日                                      | 轉移至不倦號航空母艦 |
| 1841中隊 | F4U海盜式戰鬥機                                      | 1944年6月26日－1945年8月23日                               | –                    |
| 1842中隊 | F4U海盜式戰鬥機                                      | 1945年6月28日－不明                                        | 其中兩架為攝影偵察型 |

## 資料來源
1. ↑  Lenton 1998，第713頁.
2. 1 2  McCart 2000，第68頁.
3. 1 2  Hobbs 2013，第83頁.
4. 1 2  Friedman 1988，第366頁.
5. ↑  Hobbs 2013，第89頁.
6. 1 2  Campbell 1980，第19頁.
7. ↑  Brown 1977，第367頁.
8. ↑  Friedman 1988，第147頁.
9. ↑  Brown 1977，第44頁.
10. ↑  Friedman 1988，第134頁.
11. ↑  Hobbs 2013，第84-85, 90頁.
12. 1 2  Hobbs 2013，第85頁.
13. ↑  Campbell 1985，第52、55頁.
14. ↑  Campbell 1985，第71頁.
15. 1 2 3  Friedman 1988，第148頁.
16. ↑  Campbell 1985，第75頁.
17. ↑  Campbell 1985，第67頁.
18. ↑  Brown 1977，第43頁.
19. ↑  Campbell 1985，第15-16、18-19頁.
20. ↑  Friedman 1988，第145、148頁.
21. ↑  Friedman 1988，第137頁.
22. ↑  Friedman 1988，第140頁.
23. 1 2  Hobbs 2013，第97頁.
24. ↑  . The Times of London. 2009-08-08  [2011-03-06]. （原始内容存档于2011-06-29）.
25. ↑  . British Pathe. 1939-08-17  [2019-04-20]. （原始内容存档于2022-07-12）.
26. ↑  McCart 2000，第50頁.
27. ↑  Shores 1996，第112頁.
28. ↑  McCart 2000，第51頁.
29. 1 2  Sturtivant 1984，第284頁.
30. ↑  Shores, Cull & Malizia 1987，第150-151、153-162頁.
31. ↑  Greene & Massignani 1998，第152-156頁.
32. ↑  Ballantyne 2001，第123-125頁.
33. ↑  Shores, Cull & Malizia 1987，第165-167頁.
34. ↑  Shores, Cull & Malizia 1987，第307、314、316-317、319頁.
35. ↑  Shores, Cull & Malizia 1987，第377-379頁.
36. ↑  McCart 2000，第54頁.
37. ↑  Sturtivant 1984，第238、244頁.
38. ↑  McCart 2000，第54-54頁.
39. ↑  Brown 2009，第74頁.
40. ↑  McCart 2000，第55頁.
41. ↑  McCart 2000，第55-56頁.
42. ↑  Brown 2009，第62頁.
43. 1 2  McCart 2000，第56頁.
44. ↑  Hobbs 2013，第98頁.
45. ↑  Rohwer 2005，第271頁.
46. ↑  Brown 2009，第66-67頁.
47. ↑  Brown 2009，第24、28頁.
48. ↑  McCart 2000，第57-58頁.
49. ↑  Sturtivant 1984，第275-276、281、284、290頁.
50. 1 2 3  McCart 2000，第28頁.
51. ↑  Sturtivant 1984，第423頁.
52. ↑  Sturtivant 1984，第472頁.
53. ↑  Brown 2009，第28頁.
54. ↑  McCart 2000，第58頁.
55. ↑  Garzke & Dulin 1985，第267-268頁.
56. 1 2  Sturtivant 1984，第275-276頁.
57. ↑  Sturtivant 1984，第331、422-423頁.
58. ↑  Brown 2009，第99頁.
59. 1 2 3  McCart 2000，第60頁.
60. ↑  Hobbs 2011，第145、148、150頁.
61. ↑  Hobbs 2011，第175-176頁.
62. ↑  . 英國海軍部: 54. 1952.
63. ↑  Hobbs 2017，第176、178頁.
64. ↑  Hobbs 2011，第176、178頁.
65. ↑  Hobbs 2011，第178、180頁.
66. ↑  Rucki, Alexandra. . mirror.co.uk. 2015-09-13  [2018-04-24]. （原始内容存档于2016-10-09）.
67. ↑  Hobbs 2011，第181、187頁.
68. 1 2 3  McCart 2000，第62頁.
69. ↑  Hobbs 2011，第187-188頁.
70. ↑  Hobbs 2011，第190-191、194頁.
71. ↑  Hobbs 2011，第214-215頁.
72. ↑  Hobbs 2011，第252-253頁.
73. ↑  Sturtivant 1984，第472、474頁.
74. ↑  Hobbs 2011，第261、263、266-267頁.
75. ↑  Hobbs 2011，第273–280頁.
76. ↑  Hobbs 2011，第280-285頁.
77. ↑  Hobbs 2011，第286-288頁.
78. ↑  Hobbs 2011，第339-340頁.
79. ↑  McCart 2000，第67-68頁.
80. ↑  Hobbs 2013，第99頁.
81. ↑  Sturtivant 1984，第172-174頁.
82. ↑  Sturtivant 1984，第184-186頁.
83. ↑  Sturtivant 1984，第198、200頁.
84. ↑  Sturtivant 1984，第238頁.
85. ↑  Sturtivant 1984，第247-248頁.
86. ↑  Sturtivant 1984，第281頁.
87. ↑  Sturtivant 1984，第287頁.
88. ↑  Sturtivant 1984，第290頁.
89. ↑  Sturtivant 1984，第309頁.
90. ↑  Sturtivant 1984，第331頁.
91. ↑  Sturtivant 1984，第345頁.
92. ↑  Sturtivant 1984，第362頁.
93. ↑  Sturtivant 1984，第367-368頁.
94. ↑  Sturtivant 1984，第372頁.
95. ↑  Sturtivant 1984，第383頁.
96. ↑  Sturtivant 1984，第420頁.
97. ↑  Sturtivant 1984，第422頁.
98. ↑  Brown 2009，第100頁.